# Kualapuu
Kualapuu és una concentració de població designada pel cens dels Estats Units a l'estat de Hawaii. Segons el cens del 2000 tenia 1.936 habitants.

## Demografia
Segons el cens del 2000, Kualapuu tenia 1.936 habitants, 564 habitatges, i 466 famílies La densitat de població era de 24,52 habitants per km².
Dels 564 habitatges en un 35,5% hi vivien nens de menys de 18 anys, en un 59,9% hi vivien parelles casades, en un 14,0% dones solteres, i en un 17,4% no eren unitats familiars. En el 14,5% dels habitatges hi vivien persones soles el 4,4% de les quals corresponia a persones de 65 anys o més que vivien soles. El nombre mitjà de persones vivint en cada habitatge era de 3,43 i el nombre mitjà de persones que vivien en cada família era de 3,78.
Per edats la població es repartia de la següent manera: un 33,5% tenia menys de 18 anys, un 7,1% entre 18 i 24, un 25,1% entre 25 i 44, un 21,4% de 45 a 64 i un 12,9% 65 anys o més.
L'edat mediana era de 33,6 anys. Per cada 100 dones hi havia 101,04 homes. Per cada 100 dones de 18 o més anys hi havia 99,84 homes.
La renda mediana per habitatge era de 37.422 $ i la renda mediana per família de 37.895 $. Els homes tenien una renda mediana de 30.833 $ mentre que les dones 21.595 $. La renda per capita de la població era de 15.373 $. Aproximadament l'11,2% de les famílies i el 15,1% de la població estaven per davall del llindar de pobresa.

## Poblacions més properes
El següent diagrama mostra les poblacions més properes.